# She Said She Said
〈She Said She Said〉는 존 레논이 쓴 노래로 (레논-매카트니로 크레디트) 비틀즈가 1966년 음반 《Revolver》에 수록해 발표했다. 레논 본인은 곡을 "LSD 느낌의 곡(an 'acidy' song)"으로 칭했다. 배우 피터 폰다는 비틀즈와 버즈 멤버들과 함께한 LSD 여행에서 영감을 받은 것이라고 말했다.

## 배경과 영감
1965년 8월 말, 브라이언 엡스타인은 비틀즈를 미국 투어로부터 벗어나 6일간 휴식을 할 수 있도록 캘리포니아주 베벌리 힐스의 베네딕트 캐니언 2850번지 집을 빌렸다. 다분히 스페인풍이던 집은 산과 면한 쪽으로 밀어 올려져 있었다. 얼마 되지도 않아 집 주소가 광범위하게 퍼졌으며 팬들은 그 일대를 에워싸고는 길을 막고 협곡을 올라가려고 시도했다. 심지어는 헬리콥터를 빌려 그들 머리 위에서 염탐하기도 했다. 경찰에서는 전술팀을 구성해 밴드와 집을 보호하려 했다. 비틀즈는 그곳을 빠져나가는 것이 불가능하다는 것을 알았고 그 대신 손님을 초청하기로 했다. 그중 엘리노어 브론, 페기 림튼, 포크 가수 존 바에즈가 있었다. 8월 24일, 버즈와 배우 피터 폰다가 방문했다. 그리고 폴 매카트니를 제외하면 모두 LSD를 복용했다.
《롤링 스톤》에서 폰다는 다음과 같은 글을 기고했다.
나는 마침내 어린 아이들과 경호원들을 비집고 들어갈 수 있었다. 폴과 조지는 뒷쪽 파티오에 있었고 헬리콥터가 바로 위를 순찰하고 있었다. 그들은 테이블 아래의 우산에 있었고 사생활 침해 여부 때문에선지 재미난 행동은 자제하고 있었다. 얼마 되지 않아 우리는 애시드를 투약했고 곧 여행을 시작해 밤 내내 그리고 다음 날까지 계속하였다. 우리 모두는, 오리지널 버즈를 포함해서, 결국에 크고, 비어있는 움푹 들어간 화장실의 욕조에 들어가 있었다. 우리 생각들을 흘려 보내면서 말이다.
나는 그들 네 명의 노랫소리를 듣는 특권을 누렸다. 놀면서도 자신들이 작곡하고 성취할 계략을 꾸미는 것을 보았다. 그들은 정말이지 즐거움으로 가득찬, 열렬한 무리였다. 존은 가장 재치있고 가장 영악했다. 나는 그가 매너에 대한 가식없이 주절대는 소리를 들기를 즐겼다. 그는 앉아 있으면서 시상과 생각에 대해 선을 그리기 시작했다. 그것은 놀라운 발상이었다. 그는 말을 많이 했지만 한편으로 자신에 대해서는 말을 아꼈다.
완전한 여행 상태의 대기가 조성되었다. 그들이 계속 테이블 아래서 소녀들을 찾고 그런 행동을 했기 때문이다. 한 명은 당구장으로 숨어들어서는 창문을 통해 애시드에 취한 링고에게 거꾸로 잡은 당구채로 공을 쏘았다. "거꾸로 잡았다구?" 그가 말했다. "그래서 썅 뭐 다른 게 있는 것도 아니잖아?"

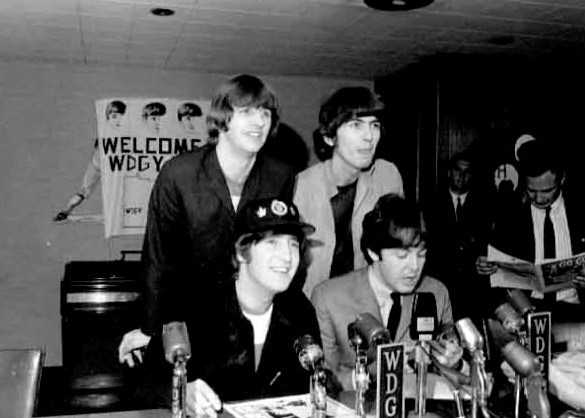
초기 미국 투어 무렵 미시시피주 블루밍턴의 기자회견장에서 비틀즈의 모습

비틀즈가 화장실의 크고 움푹 파여진 욕조에서 시간을 보내던 중, 폰다는 자신이 어릴 적 자초한 죽을 뻔한 발포 사고에 대한 얘기를 꺼냈다. 이후의 글에서 그는 겁먹은 조지 해리슨을 안심시키려 시도했다고 적었다. 폰다는 자신이 죽음이 무엇인지를 안다고 말했다. 그러자 레논이 쏘아붙였다. "이봐 친구, 그 주제에 대해선 입 닥치고 있어." 그리고 이렇게 말했다. "넌 내게 내가 태어난 적이 없는 듯한 감정을 안겨주는군." 해리슨은 비틀즈 앤솔로지에서 이렇게 회상했다. "[폰다는] 우리에게 자신의 총상을 보여주었어요. 몹시 촌스러워 보였죠." 레논은 이렇게 회상하였다.
우린 그런 것을 듣고 싶지 않았어요! 우리는 애시드 여행 중이었고 햇볕은 내리쬐고 소녀들은 춤추고 (《플레이보이》에 나오는 것처럼요, 아마도) 모든 게 아름답고 60년대 같았죠. 근데 그 녀석이, 내가 정말 모르고 있던 녀석이, 《이지 라이더》나 비슷한 것도 만들지 못한 녀석이, 빛 가리개를 착용한 상태에서 와선, '나는 죽는다는 게 어떤 것인지 알아'라고 뇌까렸죠. 그리고 우리는 그에게서 물러나려고 했어요. 정말 지루한 놈이었거든요. 높은 곳에 있다는 것은 무서운 일이었어요. '그런 거 말하지 마. 죽는다는 게 어떤 것인지 알고 싶지 않아!'

누군가가 그들이 하루종일 아무것도 먹지 않았다는 사실을 알았고, 부엌에서 그룹은 저녁을 만들기로 했다. 마약에 혼란스러웠던 레논은 그러나, 자신의 칼과 포크를 제대로 사용하지 못했고 눈앞에서 움직이고 있는 음식을 집으려다 그만 접시를 바닥에 엎지르고 만다. 배우 새일 사체스는 폰다가 가진 밴드에의 열정을 이렇게 회상했다. "피터는 정말 음악에 열중이었어요. 그는 비틀즈의 《Revolver》 음반이 나오기를 손꼽아 기다리고 있었죠. 우리는 음악 상점에 가서 음반을 재생했고, 숨겨진 메시지들을 찾으려 노력했어요."

## 참여 인원
이언 맥도날드에 따르면:
- 존 레논 – 리드와 백킹 보컬,[13] 리듬 기타, 해먼드 오르간
- 조지 해리슨 – 백킹 보컬, 베이스 기타, 리드 기타
- 링고 스타 – 드럼, 셰이커